# Nicolas Henri Carteret
Pour les articles homonymes, voir Carteret.
Nicolas Henri Carteret, né à Châtillon-sur-Seine (Côte-d'Or) le 7 novembre 1807 et mort à Paris le 29 janvier 1862, est un homme politique français. 

## Biographie
Notaire à Reims de 1834 à 1844, conseiller municipal en 1840, second adjoint en 1842, il en devient maire de 1845 à 1848. Représentant du peuple à l'Assemblée législative de 1849, il siège sur les bancs de la majorité, et soutient le coup d'État de Louis-Napoléon Bonaparte. Il est ensuite élu député en 1857 dans la troisième circonscription de la Marne, et siège jusqu'à sa mort dans la majorité dynastique. Il fut membre de l'Académie nationale de Reims.
Il est également conseiller général de la Marne. Fondateur du Comice agricole de Reims, officier de la Légion d'honneur, il épousa Jeanne Adrienne Thoré (1808-1834) et repose au Cimetière du Nord à Reims.

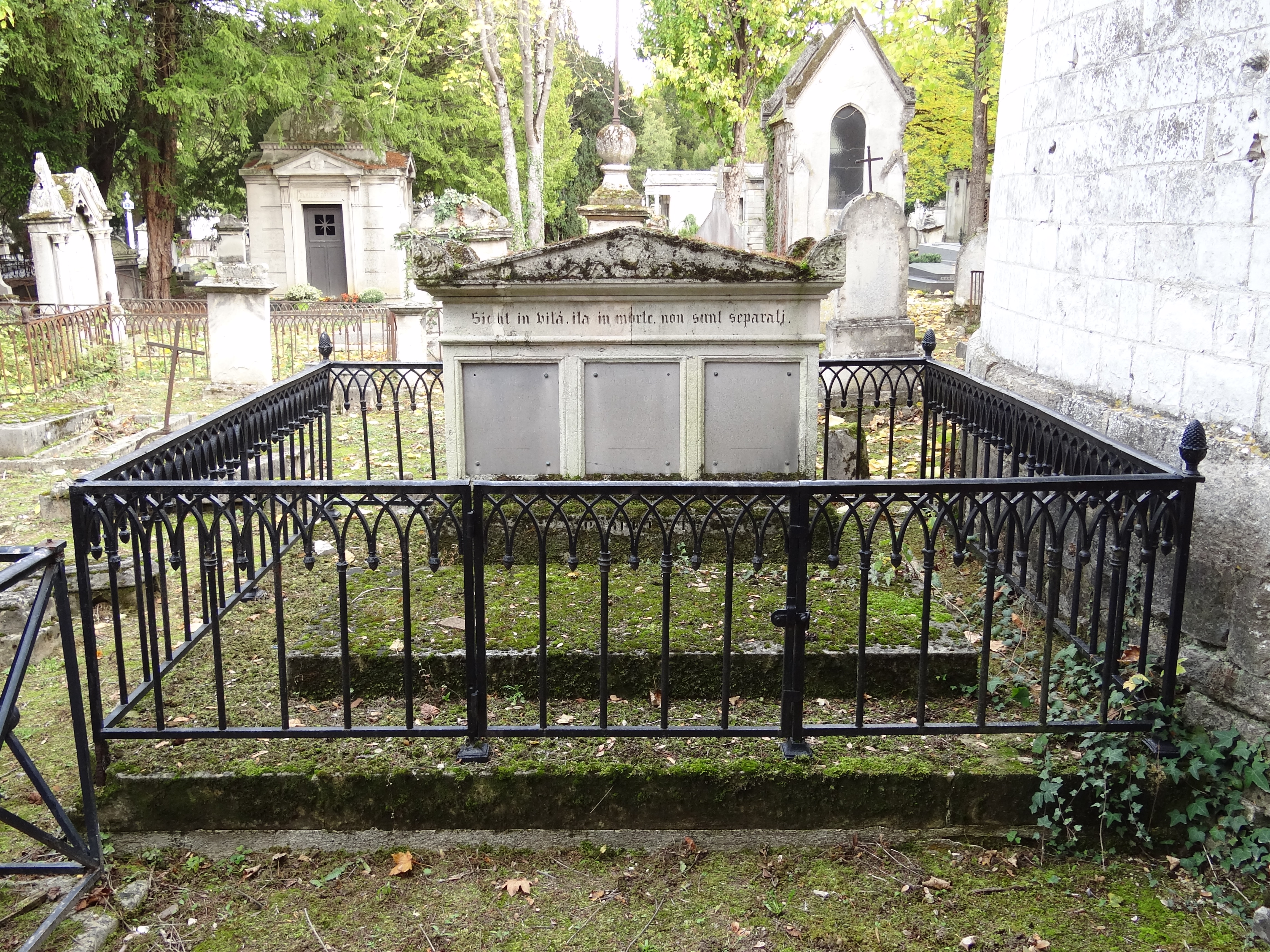
La tombe de Nicolas Henri Carteret au cimetière du nord de Reims (Marne).

## Honneurs
- Officier de la Légion d'honneur (1861)[2].
- La ville de Reims a ouvert un Boulevard Henri-Carteret.

## Sources
- « Nicolas Henri Carteret », dans Adolphe Robert et Gaston Cougny, Dictionnaire des parlementaires français, Edgar Bourloton, 1889-1891 [détail de l’édition] (Fac similé sur le site de l'Assemblée nationale)

- Pour l'iconographie, Portrait de Nicolas-Henri Carteret par Louis Debras, entre 1861 et 1864, huile sur toile, Reims, musée des Beaux-Arts